# Scorpaena lacrimata
Scorpaena lacrimata behoort tot het geslacht Scorpaena van de familie van schorpioenvissen. Deze soort komt voor in het centraal oosten van de Grote Oceaan, met name Tahiti op diepten 400 m. De vis kan een lengte bereiken tot 20 cm. De vis is giftig.